# Third (album Portishead)
Third – trzeci studyjny album grupy Portishead, którego premiera odbyła się 28 kwietnia 2008 roku. To pierwsze wydawnictwo Portishead od dziesięciu lat i pierwszy studyjny album po jedenastoletniej przerwie.
Album doszedł do 1. miejsca na brytyjskiej liście UK Dance Albums oraz do 1. na amerykańskich listach Top Alternative Albums i Tastemaker Albums tygodnika Billboard. W Wielkiej Brytanii zdobył w kilka tygodni po premierze certyfikat złotej płyty.

## Album

### Historia

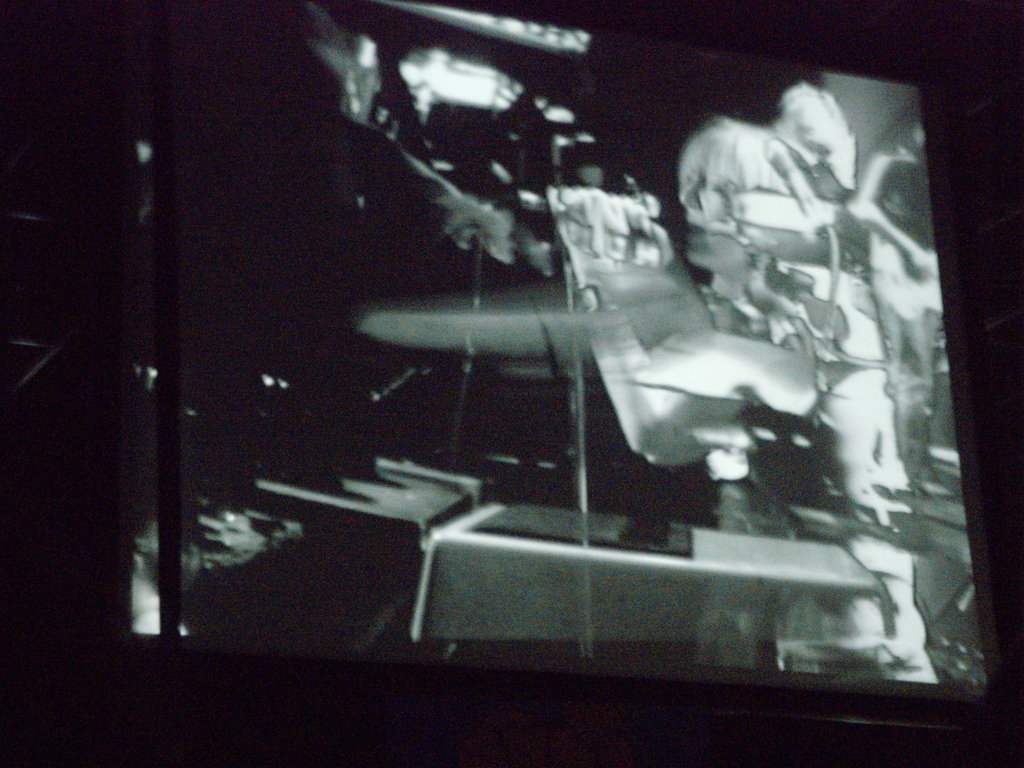
Portishead na żywo podczas festiwalu All Tomorrow’s Parties.

Po nagraniu drugiego albumu studyjnego w działalności Portishead nastąpiła przerwa. Barrow na kilka lat opuścił zespół. Rozwiódł się, po czym wyjechał do Australii, gdzie założył z kolegą niewielką wytwórnię muzyki tanecznej, Invada. Później podejmował próby stworzenia nowego materiału, pisząc w 2003 roku utwór „Magic Doors”, w którym zaśpiewała Gibbons. Pierwszy zarys nowego albumu pojawił się około 2004 roku. Koncepcja dojrzewała stopniowo. Jak stwierdził w wywiadzie dla magazynu Exclaim! Adrian Utley: „Widzimy się cały czas (…) i zawsze się spotykamy i nie sądzę, żeby był dzień lub tydzień, żebym nie rozmawiał z Geoffem lub Beth. Zawsze gdzieś się kręcimy i tak dalej, więc nie wiem, jak to się zaczęło, naprawdę nie wiem. W ogóle nie pamiętam. Wiem, że nagle byliśmy w moim domu lub w moim studiu i pracowaliśmy nad czymś”. Dodał następnie, że ma własne studio w domu, więc zespół nie był uzależniony od wynajętego studia. Sposób tworzenia muzyki przez zespół jest – jak stwierdził – często równie trudny do opisania: „Zazwyczaj najpierw wpadamy na dobry pomysł, czy to pomysł muzyczny, czy pomysł na podkład muzyczny, a potem dodajemy do niego wokale, zwrotkę, refren lub coś w tym stylu i kilka innych pomysłów, które naprawdę nam się podobają”. W 2005 roku Barrow i Utley wspólnie wyprodukowali album The Invisible Invasion zespołu The Coral. W 2006 roku mieli razem sześć lub siedem utworów na nowy album, po czym nastąpiła przerwa w pisaniu materiału.
Od 7 do 9 kwietnia 2007 roku Portishead zagrali koncert na festiwalu All Tomorrow’s Parties w Minehead przedstawiając nowy materiał po blisko 10 latach. Pod koniec 2007 roku materiał na płytę był gotowy.

### Nagrywanie

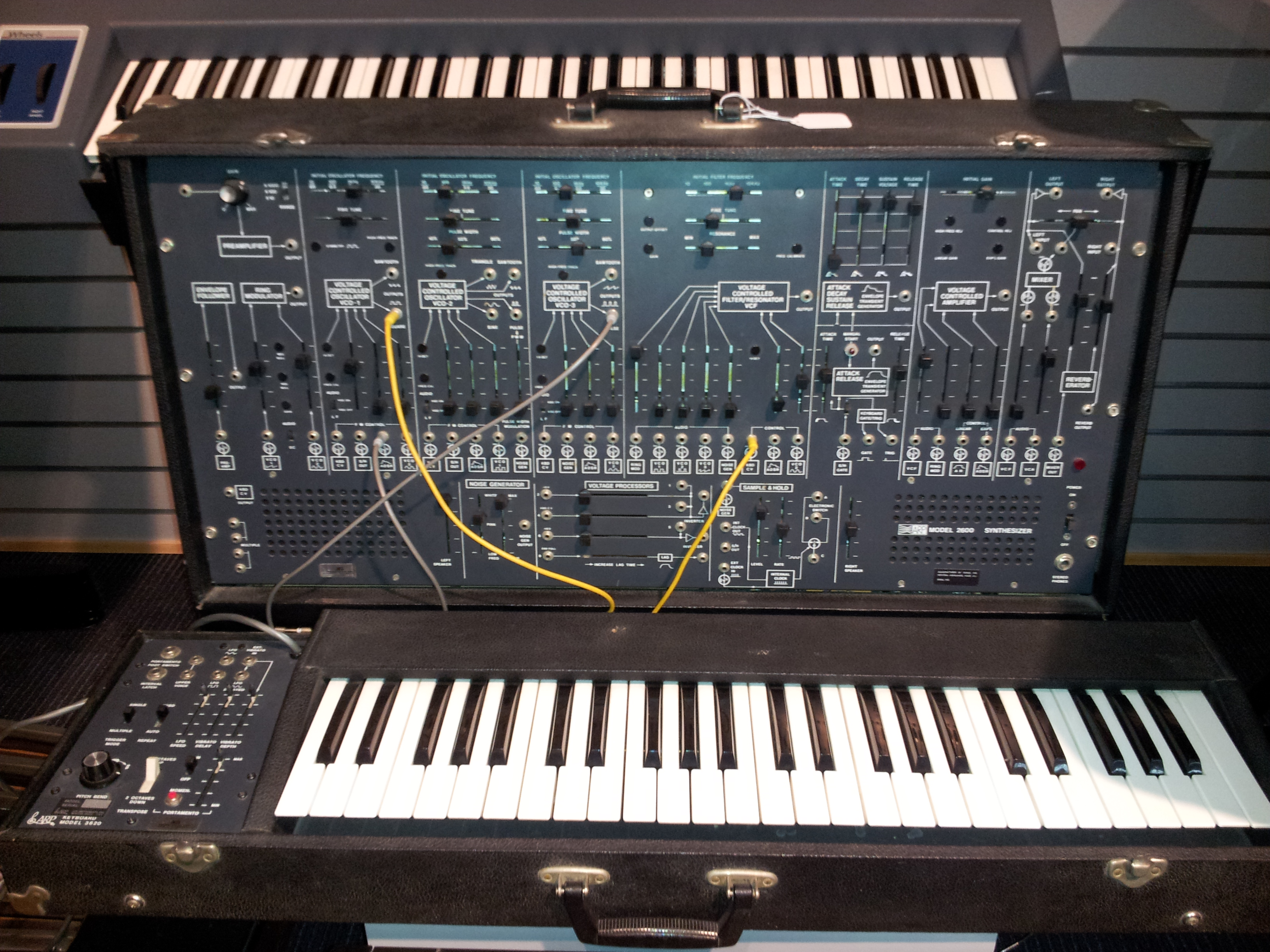
Syntezator ARP 2600, używany przez Portishead

Każdy z trzech członków zespołu ma w Bristolu własne studio, a materiał między nimi jest wymieniany, omawiany, przerabiany, omawiany jeszcze raz, a potem często odkładany na kilka lat. 11 utworów na nowym albumie ilustruje eklektyczną naturę zespołu, wykorzystującego szeroki zestaw instrumentów i technik studyjnych. Jego podstawowe urządzenia do nagrywania i udostępniania utworów to cyfrowa stacja robocza Logic Pro i dysk twardy IZ Radar. Większość wokali została zrealizowana przy użyciu mikrofonu lampowego Rode NTK. W utworze „Silence”, otwierającym album, pojawił się wstęp w języku portugalskim, prezentujący zespół, a dotyczący liczby trzy w nawiązaniu do symboliki Wicca. Próbkę głosu z płyty pobrał Barrow. Po wstępie następuje część instrumentalna z arpeggio fortepianowym, po czym pojawia się wokal Gibbons. „Hunter” został zainspirowany pewnym psychodelicznym folkowym albumem z połowy lat 60. Pojawiły się w nim: dzwonek, obój i smyczki oraz organy Farfisa ze studia Gibbons. W „The Rip” z kolei zespół wykorzystał tanią gitarę-zabawkę, którą kupił Utley oraz należący do niego analogowy syntezator Siel Orchestra, na którym zagrał Barrow. Dodano też fagot i na końcu niewielki syntezator. W utworze „Plastic”, wymyślonym przez Gibbons pojawił się syntezator ARP 2600, imitujący dźwięk helikoptera. „We Carry On” był do pewnego stopnia inspirowany muzyką Silver Apples, a „Deep Water” – utworem zaśpiewanym przez Steve’a Martina w filmie The Jerk. Do „Machine Gun”, napisanego i zaśpiewanego przez Gibbons Barrow stworzył oryginalny, urywany podkład bitowy, zakończony syntezatorową melodią, nawiązującą do Johna Carpentera. W składającym się z kilku sekcji utworze „Small” podkład do wokalu Gibbons stworzyły: gitara akustyczna, urządzenie imitujące wiolonczelę, ARP 2600 i organy. W środku pojawił się rytmiczny drum & bass. „Magic Doors” nagrał Barrow pod czas trasy koncertowej. Pojawili się w nim Stu Barker, grający na lirze korbowej oraz Will Gregory, grający na saksofonie barytonowym. „Threads” powstał na bazie partii gitarowej, zagranej przez Gibbons a następnie przekształconej przy użyciu Logic Pro. Był to jedyny utwór, w którym zagrali Clive Deamer i Jim Barr.

### Wydanie i promocja
21 stycznia 2008 roku podano informacje o europejskiej trasie koncertowej. 26 kwietnia 2008 roku Portishead dał koncert na Coachella Valley Music and Arts Festival. 14 lutego na oficjalnej stronie zespołu ukazała się informacja o wydaniu albumu 28 kwietnia. Podano też listę utworów. 19 lutego opublikowano okładkę albumu. 18 marca udostępniono w wersji digital download singiel „Machine Gun”, promujący album. 13 kwietnia ogłoszono, że od następnego dnia singiel będzie dostępny jako wydawnictwo winylowe.
Ostatecznie album ukazał się w Europie 25 kwietnia 2008 roku nakładem wytwórni Island, a 29 kwietnia – w Stanach Zjednoczonych nakładem wytwórni Mercury. W Wielkiej Brytanii album wydany został również jako digital download (12 plików AAC, w tym, jako dodatek, koncertowe nagranie „We Carry On”), a Europie – box set (w limitowanym nakładzie, z numerowanymi egzemplarzami), zawierający 2 płyty winylowe (12”, 45 RPM), płytę z utworem „Machine Gun” oraz dołączony Memory Stick z utworami w formacie MP3 i teledyskami.
Album zadebiutował na 7. miejscu amerykańskiej liście przebojów Billboard 200 sprzedając się w liczbie 53 000 egzemplarzy, co było nowym rekordem jego notowań. Poprzedni album studyjny zespołu, Portishead z 1997 roku zadebiutował na 21. miejscu tejże listy.

### Lista utworów

#### CD
Dane według źródła:
| 1.  | „Silence” Charlotte Nicholls – wiolonczela Claudio Campos – głos (recytowane intro)                                                       | 5:00  |
|     | |       |
| 2.  | „Hunter” | 3:58  |
|     | |       |
| 3.  | „Nylon Smile” | 3:19  |
|     | |       |
| 4.  | „The Rip” Wendy Bertram – fagot | 4:30  |
|     | |       |
| 5.  | „Plastic” Team Brick – klarnet | 3:30  |
|     | |       |
| 6.  | „We Carry On” | 6:27  |
|     | |       |
| 7.  | „Deep Water” dodatkowe głosy: Ben Salisbury, David Poore, Team Brick, (The Somerfield Workers Choir)                                      | 1:33  |
|     | |       |
| 8.  | „Machine Gun" (Barrow/Gibbons) | 4:46  |
|     | |       |
| 9.  | „Small” | 6:47  |
|     | |       |
| 10. | „Magic Doors” (Barrow/Gibbons/Baggott) John Baggott – Rhodes Stu Barker – lira korbowa Will Gregory – saksofon                            | 3:31  |
|     | |       |
| 11. | „Threads” Jim Barr – gitara basowa Charlotte Nicholls – wiolonczela Clive Deamer – perkusja Beth Gibbons – gitara Will Gregory – saksofon | 5:47  |
|     | |       |
|     | | 49:08 |
|     | |       |
Wszystkie kompozycje autorstwa Geoffa Barrowa, Beth Gibbons i Adriana Utleya, o ile nie zaznaczono inaczej.
- Wykonawca i producent – Portishead
- inżynierowie – Adrian Utley, John Pickford, Rik Dowding, Stuart Matthews
- miksowanie – Craig Silvey, Geoff Barrow
- design – Marc Bessant
- zdjęcia – Larry Bennett

#### Box set
Dane według źródła:
Side 1
| 1. | „Silence”     | 5:00  |
|    |               |       |
| 2. | „Hunter”      | 3:58  |
|    |               |       |
| 3. | „Nylon Smile” | 3:19  |
|    |               |       |
|    |               | 12:17 |
|    |               |       |
Side 2
| 1. | „The Rip”     | 4:30  |
|    |               |       |
| 2. | „Plastic”     | 3:30  |
|    |               |       |
| 3. | „We Carry On” | 6:27  |
|    |               |       |
|    |               | 14:27 |
|    |               |       |
Side 3
| 7. | „Deep Water”  | 1:33  |
|    |               |       |
| 8. | „Machine Gun" | 4:46  |
|    |               |       |
| 9. | „Small”       | 6:47  |
|    |               |       |
|    |               | 13:06 |
|    |               |       |
Side 4
| 1. | „Magic Doors” | 3:31  |
|    |               |       |
| 2. | „Threads”     | 5:47  |
|    |               |       |
|    |               | 09:18 |
|    |               |       |
Maxisingel „Machine Gun”
| 1. | „Machine Gun" | 4:46  |
|    |               |       |
|    |               | 04:46 |
|    |               |       |
Memory Stick

## Odbiór

### Opinie krytyków
| Oceny łączne         | Oceny łączne |
| Publikacja           | Ocena        |
| -------------------- | ------------ |
| Album of the Year    | 85/100       |
| Metacritic           | 85/100       |
| Recenzje             |              |
| Publikacja           | Ocena        |
| AllMusic             | [ 17 ]       |
| Alternative Press    | 4/5          |
| The A.V. Club        | A-           |
| Cokemachineglow      | 76%          |
| Consequence of Sound | C+           |
| Digital Spy          | [ 22 ]       |
| Drowned in Sound     | 8/10         |
| Entertainment Weekly | B+           |
| Gigwise              | [ 25 ]       |
| God Is in the TV     | 2.5/5        |
| The Guardian         | [ 27 ]       |
| laut.de              | [ 28 ]       |
| musicOMH             | [ 29 ]       |
| NME                  | [ 30 ]       |
| NOW Magazine         | [ a ] [ 31 ] |
| The Observer         | [ 32 ]       |
| Okayplayer           | [ 33 ]       |
| Pitchfork Media      | 8.8/10       |
| PopMatters           | 9/10         |
| Porcys               | 5.3/10       |
| Record Collector     | [ 37 ]       |
| Release Magazine     | [ 38 ]       |
| Rolling Stone        | [ 39 ]       |
| The Skinny           | [ 40 ]       |
| Slant Magazine       | [ 41 ]       |
| Spin                 | [ 42 ]       |
| Sputnikmusic         | 4.0/5        |
| The Times            | [ 44 ]       |
| Tiny Mix Tapes       | [ 45 ]       |
| Uncut                | [ 46 ]       |

Długo oczekiwany i tworzony przez 11 lat, trafnie zatytułowany Third jest pięknym i dopracowanym albumem, zarówno w porównaniu ze swoimi poprzednikami, jak i osobno. Beth Gibbons, cała dzika i dramatyczna na Portishead, tutaj jest pięknie powściągliwa.

Album otrzymał następujące średnie oceny w serwisach agregujących recenzje krytyczne: 85/100 na podstawie 33 recenzji zgromadzonych w Album of the Year oraz 85/100 na podstawie 38 recenzji zgromadzonych w Metacritic.
Według Jona Parelesa z dziennika The New York Times Third „jest bardziej polimorficzny, bardziej ekstremalny, bardziej napędowy i często ostrzejszy niż poprzednie albumy Portishead. Zamiast złagodnieć z wiekiem lub powrócić do charakterystycznego brzmienia, zespół rozbił i rozszczepił to brzmienie, pogrążając się jeszcze głębiej w samotności i niepokoju”.
„Third jest zdecydowanie najlepszą, najbardziej punkową rzeczą w katalogu Portishead: głęboko transgresyjny album, który ma przelotne podobieństwo do swoich poprzedników, ale pozostawia większość bagażu za sobą na rzecz pełnego resetu” – ocenia Corey Dubrowa z magazynu Paste.
Jude Rogers z dziennika The Guardian dała albumowi maksymalną notę. Był on – według niej – „początkowo bardziej płytą do podziwiania niż do pokochania”, płytą, której „muskularne syntezatory, przerwy perkusyjne i nagłe zakończenia utrzymują wysokie napięcie. Ale po kilku przesłuchaniach, majestat Third rozwija się. Pulsujące krautrockowe rytmy i niemieckie sample radiowe przywołują minimalizm bloku wschodniego w „Silence”, „Small” i „Carry On””.
Maksymalną notę dał albumowi również Stephen Troussé z magazynu Uncut nazywając Third „najbardziej oszałamiającym, surowym i doskonałym albumem Portishead”. Podkreślił wkład Adriana Utleya, który „okazuje się być kluczowym graczem przez większą część płyty. Tam, gdzie kiedyś był wzorem dyskrecji i stylu człowieka sesyjnego, wybierając linie tak eleganckie jak Morricone, tutaj jego gra jest często inspirująca”.
Tym co, zdaniem Stephena Thomasa Erlewine’a z AllMusic wyróżnia Portishead, jest fakt, że „tworzą porywająco ludzką muzykę”. Przyczynił się do tego zarówno „nawiedzony głos Gibbons”, jak i „perfekcjonizm Barrowa i Utleya”, który „zaowocował albumem, na którym nic nie brzmi jak zakonserwowane lub przetworzone”. „Third wydaje się bardziej nowoczesny niż którykolwiek z tych komputerowo poprawionych utworów” i jest „całkowicie wciągający i wciągający bez końca”.
Barry Walters z magazynu Spin dał albumowi 4.5 gwiazdki z 5 wyrażając pogląd, że „niewielu potrafi zrobić coś nowego i fascynującego z apokaliptyczną ciężkością. To, że Portishead udało się zrobić jedno i drugie po 14 latach kariery, jest nieoczekiwanym triumfem nad najciemniejszymi chmurami, które ukształtowały ich sztukę i duszę”.
Nate Patrin z magazynu Pitchfork Media wysoko ocenił album (8.8/10) podkreślając wkład Gibbons: „posiada [ona] głos, który wydaje się niemożliwy do zamknięcia w jednej muzycznej oprawie, nawet jeśli już brzmi idealnie w domu w ponurej atmosferze downtempo. Głos ten – jego zdaniem – stanowi „najbardziej rozpoznawalny składnik grupy, ma on najbardziej ugruntowane tendencje stylistyczne” (...), a wyrazem tego jest zdolność wokalistki do swobodnego przechodzenia od głosu cichego do przeszywającego. Sam album recenzent nazwał „psychodelicznym albumem rockowym”, zauważając, że muzyka zespołu zmieniła się w stosunku do tej, jaka była reprezentowana na poprzednich albumach. Jedynym nawiązaniem do dawnych czasów jest – według niego – utwór „Threads”.
Sal Cinquemani ze Slant Magazine twierdzi, ze w porównaniu ze swym poprzednikiem studyjnym Third jest „bardziej surowy, szczuplejszy i bardziej dysonansowy niż jego bezpośredni brat; jest mniej kinowy, mniej dramatyczny w tradycyjnym sensie, nawet mniej melodyjny, i chociaż może nie jest świadomą reakcją na ostatnie wydarzenia na świecie, rytmy są bardziej industrialne i militarystyczne — pulsują jak śmigła helikoptera i trzaskają z faszystowską surowością”. Barrow wydaje się być – jego zdaniem – „jeszcze większą kreatywną siłą napędową niż w przeszłości”, natomiast wokale Gibbons „są mniej dostrzegalne, szczególnie w utworach takich jak „We Carry On”, „Machine Gun” i „Small”, które są w dużej mierze płótnami, na których Barrow i gitarzysta Adrian Utley mogą simprowizować”.
Christian Cottingham z magazynu musicOMH uważa, że „Portishead nadal brzmią jak nikt inny, ale co ważniejsze, nie brzmią też po prostu jak oni sami: jest to album, który zajmuje własną przestrzeń, nieskrępowany żadnymi muzycznymi pułapkami i gąszczami gatunków, które usidlają tak wielu innych artystów”. Jest to album, który „sprawia, że Portishead znów ma znaczenie”.
W ocenie Filipa Kekusza z magazynu Porcys w Third „nie ma nic nowego”. „Jakby odessać nieco siana, byłaby bardzo sympatyczna EP-ka” ale „jako pełnowartościowa płyta nie daje rady i bardzo mocno podkopuje pionierską legendę” – podsumowuje autor dając wydawnictwu 5.3 punkta z 10.
„Album brzmi dość przeciętnie, nudno, ale niestety, bardziej chodzi w nim o przekaz i poświęcenie czasu na jego właściwe ukończenie niż o brak talentu lub pomysłów” – ocenia Marcus Warner z magazynu God Is in the TV.

### Listy
| Kraj              | Lista                      | Pozycja |
| ----------------- | -------------------------- | ------- |
| Australia         | Australian Charts          | 9       |
| Australia         | Australian Dance Albums    | 2       |
| Austria           | Austrian Charts            | 4       |
| Belgia            | Ultratop (Flandria)        | 3       |
| Belgia            | Ultratop (Walonia)         | 6       |
| Czechy            | CZ – Albums – Top 100      | 8       |
| Dania             | Danish Charts              | 2       |
| Europa            | European Albums            | 3       |
| Finlandia         | Suomen virallinen lista    | 9       |
| Francja           | Les Charts                 | 3       |
| Hiszpania         | Spanish Charts             | 16      |
| Holandia          | Dutch Charts               | 8       |
| Irish Charts      | IRMA                       | 4       |
| Japonia           | Oricon Albums Chart        | 28      |
| Kanada            | Billboard Canadian Albums  | 3       |
| Niemcy            | Offizielle Deutsche Charts | 6       |
| Norwegia          | VG-lista                   | 6       |
| Nowa Zelandia     | New Zealand Charts         | 9       |
| Polska            | ZPAV                       | 15      |
| Portugalia        | Portuguese Charts          | 5       |
| Stany Zjednoczone | Top Album Sales            | 7       |
| Stany Zjednoczone | Top Alternative Albums     | 1       |
| Stany Zjednoczone | Top Rock Albums            | 2       |
| Stany Zjednoczone | Tastemaker Albums          | 1       |
| Szkocja           | Scottish Albums Chart      | 2       |
| Szwajcaria        | Schweizer Hitparade        | 2       |
| Szwecja           | Swedish Charts             | 18      |
| Wielka Brytania   | UK Albums Chart            | 2       |
| Wielka Brytania   | UK Dance Albums            | 1       |
| Włochy            | Italian Charts             | 8       |

| Kraj            | Lista               | Pozycja |
| --------------- | ------------------- | ------- |
| Australia       | ARIA Charts         | 25      |
| Belgia          | Ultratop (Flandria) | 46      |
| Europa          | European Albums     | 69      |
| Francja         | SNEP                | 87      |
| Grecja          | IFPI Greece         | 15      |
| Szwajcaria      | Schweizer Hitparade | 63      |
| Wielka Brytania | UK Albums           | 155     |

### Certyfikaty sprzedaży
- Wielka Brytania (BPI): złota płyta (16 maja 2008)[86]

### Wyróżnienia
- 2008 – 1. miejsce na liście The Best Albums of 2008 magazynu PopMatters[87]
- 2008 – 2. miejsce na liście The 50 Best Albums of 2008 magazynu Pitchfork[88]
- 2008 – 2. miejsce na liście 50 Platten des Jahres 2008 magazynu Musikexpress[89]
- 2008 – 9. miejsce na liście 50 albums of the year dziennika The Guardian[90]
- 2008 – 25. miejsce na liście NME’s best albums and tracks of 2008 magazynu NME[91]
- 2008 – w grudniu zespół został jednym z 11 laureatów nagrody SWC Awards 2008 magazynu Somewherecold (w kategorii albumów)[92]
- 2013 – 330. miejsce na liście 500 albumów wszech czasów magazynu NME[93]
- 2019 – 45. miejsce na liście The 100 best albums of the 21st century dziennika The Guardian[94]